# Списък с епизоди на „Супермен: Анимационният сериал“
Това е списъкът с епизоди на сериала „Супермен: Анимационният сериал“ с оригиналните дати на излъчване в САЩ и България.

## Сезон 1
| Заглавие | Номер | Режисьор                  | Сценарий                         | Първо излъчване в САЩ | Първо излъчване в България |
| --- | ----- | ------------------------- | -------------------------------- | --------------------- | -------------------------- |
| Последният син на Криптон, първа част | 001   | Дан Риба                  | Алън Бърнет и Пол Дини           | 6 септември 1996 г.   | 10 декември 2006 г.        |
| Последният син на Криптон, втора част | 002   | Скот Джералдс и Кърт Геда | Алън Бърнет и Пол Дини           | 6 септември 1996 г.   | 17 декември 2006 г.        |
| Последният син на Криптон, трета част | 003   | Брус Тим и Дан Риба       | Алън Бърнет и Пол Дини           | 6 септември 1996 г.   | 24 декември 2006 г.        |
| Планетата Криптон е заплашена от унищожение и Джор-Ел прави план как да спаси малкия си син, Кал-Ел. След разрухата на планетата, Кал-Ел пристига на Земята и бива намерен и отгледан от добри хора – Джонатан и Марта Кент. Сега, под новото си име – Кларк, Кал-Ел заживява като нормален човек, но скоро той отквива, че не е точно „нормален“. С новите си сили, той не само заживява и работи в град Метрополис като журналиста Кларк Кент, но и действа като героя Супермен и си създава първия враг – Лекс Лутор. |       |                           |                                  |                       |                            |
| Забава и игри | 004   | Казухиде Томонага         | Робърт Н. Скър и Марти Айзенбърг | 6 септември 1996 г.   | 25 декември 2006 г.        |
| Гангстерът Бруно Манхайм има проблеми с Кукловода, който използва детски играчки и игри, за да причинява насилие. Когато той отвлича Лоис, Супермен трябва да спре смъртоносните му игрички. |       |                           |                                  |                       |                            |
| Малка част от дома | 005   | Тошихико Масуда           | Хилари Джей Бейдър               | 14 септември 1996 г.  | 26 декември 2006 г.        |
| При отварянето на музей, Супермен се опитва да спре двама обирджии, но се проваля, понеже става жертва на един от експонатите, който се оказва, че е Криптонит. Лекс Лутор вижда записа от камерите на случилото се и опитва да спре Супермен веднъж и завинаги, използвайки веществото. |       |                           |                                  |                       |                            |
| Време за захранване | 006   | Кърт Геда                 | Робърт Гудмън                    | 21 септември 1996 г.  | 31 декември 2006 г.        |
| Чистачът Руди Джоунс неволно попада в инцидент с ядрени отпадъци и се превръща в Паразита. Той се захранва от енергиите на хората, с номер едно в списъка си – Супермен. |       |                           |                                  |                       |                            |
| Дух в чуждо тяло | 007   | Кенджи Хачизаки           | Стан Бърковиц                    | 28 септември 1996 г.  | 1 януари 2007 г.           |
| Благодарение на Лутор, терористът Джон Корбън се превръща в Метало, покрит с кожа киборг със сърце от Криптонит. Лутор сключва сделка с него, която ще доведе до края на Супермен. |       |                           |                                  |                       |                            |
| Откраднати спомени | 008   | Кърт Геда                 | Рич Фогел                        | 2 ноември 1996 г.     | 2 януари 2007 г.           |
| Брейниак бившият планетарен компютър на Криптон, идва на Земята като част от пътуването му през галактиката за събиране на информация. Но, както Кларк разбира, намерението на Брейниак е след като получи световните знания, да унищожи Земята. |       |                           |                                  |                       |                            |
| Моето момиче | 009   | Юичиро Яно                | Хилари Джей Бейдър               | 23 ноември 1996 г.    | 7 януари 2007 г.           |
| Приятелката на Кларк от детството му – Лана Ланг идва в Метрополис и поставя живота си в опасност, опитвайки се да шпионира Лекс Лутор за Кларк. |       |                           |                                  |                       |                            |
| Незаменимият, първа част | 010   | Дан Риба                  | Пол Дини                         | 9 ноември 1996 г.     | 14 януари 2007 г.          |
| Незаменимият, втора част | 011   | Дан Риба                  | Пол Дини                         | 16 ноември 1996 г.    | 21 януари 2007 г.          |
| Междугалактическият ловец на глави Лобо е нает да залови Супермен, но благодарение на предателството на събиращия редки видове – Колекционера, двамата Кларк и Лобо са хванати в капан в личния зоопарк на Колекционера. Кларк и Лобо се съюзяват за да избягат от Колекционера и отмъщението срещу „Незаменимият“ на подла банда от конкуриращи се ловци на глави. |       |                           |                                  |                       |                            |
| Оръдията на търговията | 012   | Кърт Геда                 | Марк Еваниър                     | 1 февруари 1997 г.    | 28 януари 2007 г.          |
| Интербандата на Бруно Манхайм тероризира Метрополис с високо технологични оръжия от мистериозно място, докато инспекторът Дан Търпин започва самостоятелно търсене на отговори. Накрая, Манхайм се среща с шефа си, злият лорд Дарксайд целящ да завладее вселената. |       |                           |                                  |                       |                            |
| Двама са много | 013   | Хироюки Аояма             | Стан Бърковиц                    | 15 февруари 1997 г.   | 4 февруари 2007 г.         |
| Когато ученият Ърл Гарвър изпада в кома точно преди да разкрие местонахождението на тиктакаща бомба, Супермен рискува да освободи Паразита, който да изсмуче информацията от съзнанието на Гарвър. |       |                           |                                  |                       |                            |

## Сезон 2
| Заглавие | Номер | Режисьор          | Сценарий                                        | Първо излъчване в САЩ | Първо излъчване в България |
| --- | ----- | ----------------- | ----------------------------------------------- | --------------------- | -------------------------- |
| Напаст от миналото, първа част | 014   | Дан Риба          | Робърт Гудмън                                   | 8 септември 1997 г.   | 11 февруари 2007 г.        |
| Напаст от миналото, втора част | 015   | Дан Риба          | Робърт Гудмън                                   | 9 септември 1997 г.   | 18 февруари 2007 г.        |
| Чрез откриването на проектора на Фантомната зона в кораба си, Супермен осъществява контакт и освобождава затворничка, чиято присъда е завършила. Когато тази затворничка – Мала, освобождава Джакс-Ър, за да завладеят Земята, Супермен трябва да ги победи, въпреки факта, че те са унищожили проектора. |       |                   |                                                 |                       |                            |
| Прометеон | 016   | Нобуо Томизауа    | Стан Бърковиц                                   | 12 септември 1997 г.  | 25 февруари 2007 г.        |
| По време на космическа мисия, Супермен открива масивен човекоподобен каменен гигант, завързан за астероид, който малко след това е унищожен и позволява на създанието да попадне на Земята, което обрича жителите на Метрополис на смъртна опасност. |       |                   |                                                 |                       |                            |
| Най-бързите | 017   | Тошихико Масуда   | Рич Фогел                                       | 13 септември 1997 г.  | 4 март 2007 г.             |
| Супермен и Светкавицата (в българското озвучаване е преведен като „Мълнията“) се надбягват в благотворително състезание около Земята, за да разберат кой е „Най-бързият човек на света“, но трябва да прекъснат, за да се справят с Магьосника на времето. (В епизод от на „Лигата на справедливостта без граници“, в който новопостроеният музей на Светкавицата е нападнат, се вижда макет на планетата Земя и двамата надбягващи се супергерои, над който пише – „Най-бързият човек на света“, което показва, че Светкавицата е спечелил надпреварата.) |       |                   |                                                 |                       |                            |
| Електра | 018   | Кърт Геда         | Евън Доркин и Сара Дайър                        | 13 септември 1997 г.  | 11 март 2007 г.            |
| При инцидент, скандална радио водеща е превърната в електрическа суперзлодейка. |       |                   |                                                 |                       |                            |
| Раздвоение на личността | 019   | Кърт Геда         | Джо Р. Лансдейл и Робърт Гудмън                 | 15 септември 1997 г.  | 18 март 2007 г.            |
| Кларк се натъква на свой клонинг, който започва да се разлага до несъвършена версия, наречена Бизаро (в българското озвучаване е преведен като „Уродът“). |       |                   |                                                 |                       |                            |
| Цел | 020   | Кърт Джеда        | Хилари Джей Бейдър                              | 19 септември 1997 г.  | 25 март 2007 г.            |
| Лоис Лейн е набелязана за смърт от таен нападател. |       |                   |                                                 |                       |                            |
| Миксдаплюишлиран | 021   | Дан Риба          | Пол Дини                                        | 20 септември 1997 г.  | 1 април 2007 г.            |
| Могъщ фей от друго измерение започва да дразни Супермен на всеки 90 дни. |       |                   |                                                 |                       |                            |
| Малките войници | 022   | Кенджи Хачизаки   | Хилари Джей Бейдър                              | 20 септември 1997 г.  | 8 април 2007 г.            |
| Метало, изгубил паметта си, излиза от океана, една година след последния си сблъсък със Супермен и е осиновен от две деца. |       |                   |                                                 |                       |                            |
| Двойна доза | 023   | Юичиро Яно        | Хилари Джей Бейдър                              | 22 септември 1997 г.  | 15 април 2007 г.           |
| Електра се измъква от затвора, нетърпелива да си отмъсти на Супермен – нещо, което се надява да постигне като се съюзи с Паразита. |       |                   |                                                 |                       |                            |
| Слънчева енергия | 024   | Казухиде Томонага | Робърт Гудмън                                   | 26 септември 1997 г.  | 22 април 2007 г.           |
| Нападателят на Лоис – Едуард Лайтнър се завръща като Луминус, за да търси отмъщение срещу Супермен, като му отнеме силите. |       |                   |                                                 |                       |                            |
| Един нов Метрополис | 025   | Кърт Геда         | Стан Бърковиц и Алън Бърнет                     | 27 септември 1997 г.  | 29 април 2007 г.           |
| Лоис е прехвърлена в реалност, която е алтернативна версия на Метрополис, където Лутор и Супермен управляват заедно в тирания. |       |                   |                                                 |                       |                            |
| Маймунджулъци | 026   | Кърт Геда         | Евън Доркин и Сара Дайър                        | 27 септември 1997 г.  | 6 май 2007 г.              |
| Обичаната маймунка на Лоис се завръща след години шляене в космоса, само и само за да се превърне в голяма беда на Земята. |       |                   |                                                 |                       |                            |
| Духът в машината | 027   | Хироюки Аояма     | Рич Фогел                                       | 29 септември 1997 г.  | 13 май 2007 г.             |
| Съзнанието на Брейниак, под контрол на компютърните системи в ЛексКорп, кара Лутор тайно да построи тялото му наново. |       |                   |                                                 |                       |                            |
| Денят на бащата | 028   | Дан Риба          | Марк Еваниър и Стив Гърбър                      | 5 октомври 1997 г.    | 27 май 2007 г.             |
| За да се подмаже на баща си, Калибак отива на Земята, за да се бие със Супермен. |       |                   |                                                 |                       |                            |
| От най-добрите | 029   | Тошихико Масуда   | Алън Бърнет, Пол Дини и Рич Фогел               | 4 октомври 1997 г.    | 3 юни 2007 г.              |
| От най-добрите, втора част | 030   | Тошихико Масуда   | Стив Гърбър                                     | 4 октомври 1997 г.    | 10 юни 2007 г.             |
| Най-добрите, трета част | 031   | Тошохико Масуда   | Стан Бърковиц                                   | 4 октомври 1997 г.    | 17 юни 2007 г.             |
| Жокера идва в Метрополис при Лекс Лутор, с предложение, свързано със Супермен, докато Батман идва в града, за да залови клоуна. |       |                   |                                                 |                       |                            |
| Пръстът на съдбата | 032   | Дан Риба          | Хилари Джей Бейдър и Стан Бърковиц              | 6 октомври 1997 г.    | 24 юни 2007 г.             |
| Когато зъл демон е пуснат на свобода, Суперман се опитва да привлече помощта на изгубилия вече интерес магьосник супергерой, Доктор Фейт. |       |                   |                                                 |                       |                            |
| Светът на Чудака | 033   | Хироюки Аояма     | Робърт Гудмън                                   | 10 октомври 1997 г.   | 1 юли 2007 г.              |
| След като по невнимание получава записани спомени на Криптон, Бизаро (в българското озвучаване на този епизод е преведен като „Чудакът“) се опитва да го пресъздаде в по-малък вариант по свой извратен начин, включително и края му. |       |                   |                                                 |                       |                            |
| Прототипът | 034   | Кърт Геда         | Хилари Джей Бейдър                              | 11 октомври 1997 г.   | 8 юли 2007 г.              |
| Като изобретател, Джон Хенри Айрънс се страхува, че пилотът на неговия неусъвършенстван прототип на енергийна броня става насилствено неуравновесен. |       |                   |                                                 |                       |                            |
| Покойния господин Кент | 035   | Кенджи Хачизаки   | Стан Бърковиц                                   | 1 ноември 1997 г.     | 15 юли 2007 г.             |
| Старанието на Супермен да изчисти името на осъден човек се усложнява, когато оцелява след опит за убийство като Кларк Кент, което оцеляване изглежда невъзможно без да изложи на риск тайната си самоличност. |       |                   |                                                 |                       |                            |
| Хевиметъл | 036   | Кърт Геда         | Хилари Джей Бейдър                              | 8 ноември 1997 г.     | 22 юли 2007 г.             |
| Джон Хенри Айрънс трябва да подоложи екипировката си на изпитание от огън като Стоманата, за да помогне на Супермен да се изправи срещу Метало. |       |                   |                                                 |                       |                            |
| Кралицата войн | 037   | Кърт Геда         | Хилари Джей Бейдър                              | 22 ноември 1997 г.    | 29 юли 2007 г.             |
| Максима, кралицата на извънземна империя, открива своята идеална половинка – Супермен. |       |                   |                                                 |                       |                            |
| Апоколипс... Сега!, първа част | 038   | Дан Риба          | Рич Фогел                                       | 7 февруари 1998 г.    | 5 август 2007 г.           |
| Апоколипс... Сега!, втора част | 039   | Дан Риба          | Рич Фогел                                       | 14 февруари 1998 г.   | 12 август 2007 г.          |
| Бруно Манхайм и Интербанда се завръщат в Метрополис, но техните обири са само встъпление към цялостното нападение срещу Земята и Супермен. |       |                   |                                                 |                       |                            |
| Изгубено момиче, първа част | 040   | Кърт Геда         | Евън Доркин, Сара Дайър, Пол Дини и Алън Бърнет | 2 май 1998 г.         | 19 август 2007 г.          |
| Изгубено момиче, втора част | 041   | Кърт Геда         | Евън Доркин и Сара Дайър                        | 2 май 1998 г.         | 26 август 2007 г.          |
| Произходът на Супергърл (в българското озвучаване е преведена като „Супермомичето“). |       |                   |                                                 |                       |                            |

## Сезон 3
| Заглавие | Номер | Режисьор        | Сценарий                         | Първо излъчване в САЩ | Първо излъчване в България |
| --- | ----- | --------------- | -------------------------------- | --------------------- | -------------------------- |
| Където има дим | 042   | Дан Риба        | Хилари Джей Бейдър               | 19 септември 1998 г.  | 2 септември 2007 г.        |
| Супермен помага на жена-мутант с пирокинетични способности, да избяга от тайна правителствена агенция.                                                                                       |       |                 |                                  |                       |                            |
| Времето на рицарите | 043   | Кърт Геда       | Робърт Гудмън                    | 10 октомври 1998 г.   | 9 септември 2007 г.        |
| Човекът от стомана се обединява с Момчето чудо, за да намерят Батман. |       |                 |                                  |                       |                            |
| Новите хлапета в града | 044   | Бъч Лъкиц       | Стан Бърковиц и Рич Фогел        | 31 октомври 1998 г.   | 16 септември 2007 г.       |
| Трима Легионери пътуват назад във времето към Смолвил, за да спасят младия Кларк Кент от Брейниак.                                                                                           |       |                 |                                  |                       |                            |
| Мания | 045   | Дан Риба        | Андрю Донкин и Рон Фогелмън      | 15 ноември 1998 г.    | 23 септември 2007 г.       |
| Дарси е новият топ модел на Метрополис, но каква е връзката ѝ с Кукловода? |       |                 |                                  |                       |                            |
| Малкият човек с голямата глава | 046   | Шин-Ичи Цуджи   | Пол Дини и Робърт Гудмън         | 21 ноември 1998 г.    | 30 септември 2007 г.       |
| Господин Миксдаплюиш се завръща с Бизаро (в българското озвучаване на този епизод е преведен отново като „Чудакът“), за да причини повече неприятности на Супермен.                          |       |                 |                                  |                       |                            |
| Абсолютна власт | 047   | Бъч Лъкиц       | Хилари Джей Бейдър и Алън Бърнет | 16 януари 1999 г.     | 7 октомври 2007 г.         |
| Джакс-Ър и Мала са се измъкнали от Фантомната зона и са подчинили цяла планета. |       |                 |                                  |                       |                            |
| Ясен ден | 048   | Бъч Лъкиц       | Хилари Джей Бейдър               | 6 февруари 1999 г.    | 14 октомври 2007 г.        |
| Кайл Рейнър става следващия Зелен фенер и се изправя срещу Синестро. |       |                 |                                  |                       |                            |
| Приятелят на Супермен | 049   | Казуми Фукишима | Робърт Гудмън                    | 20 февруари 1999 г.   | 21 октомври 2007 г.        |
| Джими Олсън получава нежелано внимание след като Анджела му придава славата на „Приятеля на Супермен“.                                                                                       |       |                 |                                  |                       |                            |
| Морска история | 050   | Шин-Ичи Цуджи   | Хилари Джей Бейдър и Рич Фогел   | 8 май 1999 г.         | 28 октомври 2007 г.        |
| Лоис и Кларк трябва да помогнат на Аквамен (в българското озвучаване е преведен като „Човекът амфибия“) в разколебаването на Лекс в неговите неетични подводни експерименти.                 |       |                 |                                  |                       |                            |
| Единство | 051   | Шин-Ичи Цуджи   | Пол Дини и Рич Фогел             | 15 май 1999 г.        | 4 ноември 2007 г.          |
| Супергърл (в българското озвучаване е преведена отново като „Супермомичето“) трябва да спаси Смолвил и света от „Единството“.                                                                |       |                 |                                  |                       |                            |
| Възкресението на демона | 052   | Дан Риба        | Рич Фогел                        | 18 септември 1999 г.  | 11 ноември 2007 г.         |
| Безсмъртният терорист Рейш Ал Гул и неговата Лига на сенките пристигат в Метрополис в опит да откраднат силите на Супермен. Всичко зависи от Черния рицар детектив да спаси Мъжа от стомана. |       |                 |                                  |                       |                            |
| Завещание, първа част | 053   | Кърт Джеда      | Рич Фогел                        | 5 февруари 2000 г.    | 18 ноември 2007 г.         |
| Завещание, втора част | 054   | Дан Риба        | Пол Дини и Рич Фогел             | 12 февруари 2000 г.   | 27 ноември 2007 г.         |
| Дарксайд промива мозъка на Кал-Ел и го изпраща да атакува Земята. Възстановен от промивката на Дарксайд, Супермен има само едно нещо за него: Отмъщение.                                     |       |                 |                                  |                       |                            |